# Peurs
 (février 2021).
- Si vous ne connaissez pas le sujet, laissez ce bandeau (vous pouvez alors contacter les auteurs).
- Si vous supprimez le contenu mis en cause (vous pouvez préalablement contacter les auteurs),

argumentez précisément cette suppression dans la page de discussion
(un manque de référence n'est pas un argument ; une recherche réelle de référence doit avoir été effectuée, être formellement documentée).
Pistes de Fredericks Goldman Jones
À nos actes manqués Tu manques
Peurs est une chanson écrite et composée par Jean-Jacques Goldman, publiée pour la première fois dans le long play Fredericks Goldman Jones en 1990, interprétée par le trio Fredericks Goldman Jones composé de Jean-Jacques Goldman, Carole Fredericks et Michael Jones. Une version remixée sort en single en 2000 à l'occasion de la compilation Pluriel 90/96 sortie la même année.

## Description
La chanson parle du racisme, en prenant l'exemple d'une femme étrangère qui se fait critiquer par ses voisins. L'ensemble de la chanson est une succession de supposition à propos de la vie de cette femme, avec beaucoup de phrases interrogatives. 
Le texte amène à réfléchir sur un phénomène que la société connaît, en abordant le sujet du point de vue des "locaux".

## Version live

### 1991: Inédit
En 1991, l'album Quelques choses de bizarres (81-91) fait paraître une version live datée de 1991. La chanson est alors reprise avec des arrangements hispanique et débute par de la guitare ainsi que des "Olé !" du public. Enfin, Jean-Jacques Goldman commence : 
Mesdames, Mesdemoiselles et Messieurs, voici l'histoire triste mais exacte, de c'qui s'passe dans notre cher voisinage, simplement quand on a le malheur de ne pas ressembler à tout le monde.
Puis la chanson commence, toujours accompagnée des cris du public, et avec des sons hispaniques (trompettes, etc.)

### 1992:Sur Scène
En 1992, l'album live Sur scène fait paraître une version datée de 1992. On y retrouve exactement les mêmes arrangements que sur la version 1991 à très peu de choses. Jean-Jacques Goldman commence cette fois-ci en disant :
Mesdames, Mesdemoiselles, Messieurs, voici l'histoire terrible et édifiante, de c'qui s'passe dans notre cher voisinage, quand on a le mauvais goût de ne pas ressembler à tout le monde.
Puis la chanson commence, toujours avec des arrangements très similaires à la version datée de 1991.
En réalité, les deux pistes sont extraite du même concert, mais enregistrée à deux dates différentes.

## Autres utilisations de la chanson
La chanson, sort au même moment, en 1990, en France et au Royaume-Uni sous deux références différentes en K7, LP et CD
En 1991, la chanson est utilisée à but promotionnel sous format maxi 45 tours, K7 et CD 2 titres.
En 2000, la chanson fait l'objet d'un single pour la compilation Pluriel 90/96.